# 共有衍徵
共有衍徵（英语：Apomorphy and synapomorphy）或共源性狀，在演化生物學是一種兩個或以上終端分類單元共有及從其最近共同祖先承襲的衍生性狀狀態。
共有衍徵是一種衍生而來的性狀狀態，並源自其最後共同祖先。假若有物種A及B，牠們的共同祖先是C，而C的祖先則是D。若A及B都有共同的特徵X，而C也有，但D卻沒有，則特徵X就是一種源自A及B最後共同祖先C的共有衍徵。除了共有衍徵外，性狀狀態還可以有共有祖徵或趨同性，而共有衍徵是與共有祖徵及趨同性相反的觀念。
真正的共有衍徵一般都是獨有的，但卻與其原意無關。在支序分類學中，共有衍徵是用來確定種系發生。故此共有衍徵是一種試驗數據，能足以支持某些終端群為一演化支的假說，或是從一個分支中排除其他類群等。由於一些物種可能會後來失去了這種共有衍徵，故是否同一演化支內的所有成員都有該共有衍徵並不重要。